# Емма (роман)
«Емма» — четвертий великий роман Джейн Остін, завершений в 1815 році. В творі у гумористичній манері оповідається про молоду жінку, яка із захопленням сватає своїх знайомих і сусідів. Роман, написаний після переїзду Остін до Чаутона, був останнім, опублікованим за її життя, тоді як «Переконання», останній повний роман, написаний Остін, був опублікований посмертно. Невеликий тираж роману так і не був повністю розпроданий за життя Джейн Остін.
Твір був неодноразово екранізований для ряду фільмів, серіалів і вистав.

## Сюжет
Емма Вудгауз — молода, багата красуня з високим становищем у суспільстві, живе у містечку Гайбері в маєтку Гартфілд зі своїм дещо ексцентричним батьком. Мати Емми померла дуже давно, а сестра Ізабелла живе в Лондоні з чоловіком, що працює юристом, та дітьми. Чоловік Ізабелли, Джон Найтлі, водночас доводиться братом близькому другові та єдиному критику Емми, власнику сусіднього маєтку Донвелл, Джорджеві Найтлі. Після смерті матері Емму та Ізабеллу виховувала гувернантка міс Тейлор. Після одруження Ізабелли Емма стає повноправною господинею Гартфілда, а міс Тейлор залишається жити з нею як подруга та компаньйонка.
На початку роману міс Тейлор вступає в шлюб та стає місіс Вестон. Емма впевнена, що саме вона передбачила та влаштувала цей шлюб, тому вирішує зайнятись підшукуванням пари для її знайомих. Тепер вона бажає влаштувати щасливий шлюб для місцевого вікарія містера Елтона. Пара для нього знаходиться швидко — Емма знайомиться з Гаррієт Сміт, вихованкою сусідньої школи. Гаррієт не дуже освічена та й не надто розумна, а її батьки невідомі, втім, Емма вважає що вона — незаконна дочка якогось джентльмена. На думку міс Вудгауз, своєю красою та покірливим характером Гаррієт може привернути увагу не одного джентльмена, тому повинна одружитись дуже вдало. Міс Сміт закохана в молодого фермера Роберта Мартіна, проте, вважаючи такий шлюб негідним своєї подруги, Емма переконує її відхилити його пропозицію. Водночас вона всіляко заохочує почуття Гаррієт до містера Елтона, розцінюючи його знаки уваги як справжню закоханість. Проте, як врешті виявилось, містер Елтон вважає шлюб з Гаррієт абсолютно неприйнятним для себе, зате він просить руки Емми. Надзвичайно обурена, вона йому відмовляє. Міс Сміт залишається з розбитим серцем, а Емма прикро вражена, як вона так могла помилитись у справжньому характері містера Елтона. Вона дуже шкодує і вирішує більше не втручатись в людські долі.
Тим часом містер Елтон від'їздить до Бата і за декілька тижнів повертається з молодою дружиною. Нова місіс Елтон стає частиною кола спілкування Емми. Але багато хто вражений її надмірною самовпевненістю та безцеремонністю. Містер Найтлі визнає, що Емма підібрала містеру Елтону значно кращу дружину, ніж він зробив це сам. Між новоспеченим подружжям та Еммою наростає неприязнь, але особливо зневажливо містер та місіс Елтон ставляться до Гаррієт Сміт.
Усе містечко з нетерпінням очікує прибуття сина містера Вестона — Френка Черчилля. Після смерті першої місіс Вестон її багата сестра місіс Черчилль та її чоловік вирішили всиновити хлопчика. Він виховувався з ними, а з батьком зустрічався щороку в Лондоні. Після того, як його батько одружився вдруге, Френк надіслав мачусі дуже милого листа, однак постійно відкладав своє прибуття. Та нарешті він приїжджає відвідати батька і його нову дружину. Всі мешканці Гайбері в захваті від молодого джентльмена, лише містер Найтлі ставиться до нього з деякою неприязню.
Трохи раніше, ніж Френк Черчилль, до містечка приїздить Джейн Ферфакс. Це племінниця міс Бейтс, збіднілої знайомої Вудгаузів, майже однолітка Емми. На відміну від містера Найтлі, Емма ставиться до міс Ферфакс вельми холодно. Джейн після смерті батьків взяли до себе їхні знайомі — Кемпбели, у яких вона жила і виховувалася. Міс Вудгауз дещо заздрить всезагальному захопленню Джейн, її прекрасній грі на фортепіано. Але доля Джейн незабаром має змінитися на гірше. Через скрутні матеріальні обставини, погостювавши в Гайбері, вона повинна влаштуватися в якусь сім'ю гувернанткою.
Незабаром Френк від'їжджає, проте при кожній нагоді повертається, зізнаючись, як йому подобається тут, та відверто фліртуючи з Еммою. Через деякий час містер Вестон організовує в містечку бал, де Емма постійно танцює з Френком Черчиллем. Захоплена приготуваннями до балу, міс Вудгауз не забуває і про Гаррієт, яка постійно говорить про містера Елтона та дуже страждає. А справи доходять до того, що під час танців містер Елтон відмовляється танцювати з міс Сміт. Проте міс Сміт рятує містер Найтлі, який галантно запрошує її на танець. Наступного дня Френк привозить міс Сміт до Гартфілда, оскільки вона знепритомніла після жорстокої сутички з місцевими циганами. Емма помилково вважає, що Гаррієт таємно закохана в Френка. Тим часом місіс Вестон цікавиться, чи приваблює містера Найтлі Джейн, але міс Вудгауз відкидає цю думку. Коли містер Найтлі каже, що помічає зв'язок між Джейн і Френком, Емма не погоджується, оскільки Френк, схоже, залицяється до неї. Незважаючи на те, що вона дала собі обіцянку більше не займатися сватанням, Емма підтримує Гаррієт, коли дівчина зізнається, що закохалася в людину, яка становищем набагато вища за неї.
Наступного дня після відвідин Донуелла відбувається прогулянка на Бокс-Хілл, під час якої Емма ненавмисно ображає міс Бейтс. Це призводить до того, що містер Найтлі лає Емму за її ставлення до міс Бейтс, викликаючи у дівчини глибоке каяття у своїй поведінці. Розуміючи неправильність свого вчинку, Емма відвідує міс Бейтс, сподіваючись на прощення. Також вона дізнається, що Джейн погодилася на посаду гувернантки, яку їй нав'язала місіс Елтон, самовільно ставши покровителькою дівчини. При цьому здоров'я Джейн значно погіршилося, але пропоновану міс Вудгауз допомогу вона відмовляється приймати.
Невдовзі помирає тітка містера Черчилла; він приїжджає в Гайбері і розповідає батькові, що з жовтня був таємно заручений з Джейн Ферфакс. Ця новина дозволяє Еммі по-іншому поглянути на Джейн й подолати колишню ворожість. При цьому дівчина починає засуджувати Френка за його надмірну увагу до неї самої. Еммі вдається заспокоїти переживання містера і місіс Вестон, які вважали, що міс Вудгауз закохана в Френка, але Емма переживає за Гаррієт, вважаючи, що серце її подруги знову буде розбите. Однак, цього не відбувається. Виявляється, що Гаррієт закохана в містера Найтлі, а не містера Черчилла, як помилково припускає міс Вудгауз, а доброта Найтлі та підтримка Емми дають дівчині надію на можливу взаємність. Тільки тоді Еммі вдається відкрити для себе свої почуття до містера Найтлі: вона розуміє, що любить його.
Містер Найтлі повертається в Гайбері, щоб заспокоїти Емму через заручини містера Черчилла і Джейн Ферфакс. Коли він розуміє, що Емма байдужа до Френка Черчилла, він вирішує відкрити їй свої почуття, і дівчина відповідає йому взаємністю.
Міс Сміт, яка в цей час перебуває в Лондоні, зустрічає там містера Мартіна. Він робить їй пропозицію ще раз, і вона, все ще відчуваючи закоханість у нього, відповідає згодою. Після весілля Гаррієт та містера Мартіна відбудеться одруження міс Вудгауз та містера Найтлі. Містер Найтлі переїжджає до Гартфілда, щоб Емма не розлучалася з батьком.

## Основні персонажі
- Емма Вудгауз (англ. Emma Woodhouse) — головна героїня роману; молода, багата й екстравагантна дівчина. Її мати давно померла, старша сестра одружилася, і з тих пір Емма єдина господарка дому. Вона часом сильно помиляється, оскільки не знає реального світу і вважає, ніби завжди права. Міс Вудгауз переконана, що ніколи не вступить в шлюб, однак, радо виконує взяту на себе роль свахи. Здається, що Емма нездатна закохатися, поки якось ревнощі не змусять її відчути своє перше кохання до містера Найтлі.
- Містер Джордж Найтлі (англ. Mr George Knightley) — сусід і родич родини Вудгауз. Його молодший брат Джон — чоловік Ізабелли, старшої сестри Емми. Джорджу близько тридцяти семи років, він стриманий, проживає в маєтку Донвелл. Він єдиний, хто критикує вчинки Емми. Найтлі бачить Елтона наскрізь й не довіряє Френку Черчіллю.
- Гаррієт Сміт (англ. Harriet Smith) — юна подруга Емми. Симпатична, простодушна дівчина, вихованка школи-пансіону місіс Годдард. Емма бере Гаррієт "під крило", а потім намагається видати її за місцевого вікарія Філіпа Елтона, вважаючи, що фермер Роберт Мартін їй не пара. Гаррієт відхиляє пропозицію руки і серця від Роберта, оскільки хоче догодити Еммі. Пізніше міс Сміт закохується у містера Найтлі, але зрештою, одружується з містером Мартіном.
- Френк Черчилль (англ. Frank Churchill) — син містера Вестона від першого шлюбу, привітний молодий чоловік, який у свої 23 роки подобається майже всім, хоча містер Найтлі вважає його незрілим і егоїстичним через те, що він не відвідав свого батька після його весілля. Після смерті матері він виховувався багатими тіткою і дядьком. За указом тітки він прийняв прізвище Черчилль після повноліття. Френк чудовий танцюрист і небайдужий до музики.
- Джейн Фейрфакс (англ. Jane Fairfax) — сирота; єдині родичі — тітка міс Бейтс і бабуся місіс Бейтс. Після смерті батьків виховувалась у родині Кемпбеллів. Вона дуже красива, розумна, та витончена дівчина з прекрасними манерами, чудовою освітою та талантом у співі та грі на фортепіано. Джейн отримала гарне виховання, але через нестачу коштів має стати гувернанткою.
- Філіп Елтон (англ. Philip Elton) — амбітний вікарій. Намагається залицятися до Емми, неправильно розуміючи її увагу до своєї персони. Показує свій корисливий характер, швидко одружившись з іншою заможною жінкою.
- Августа Елтон (англ. Augusta Elton) — до шлюбу міс Гоукінс, дружина вікарія. Вона заможна, але вульгарна та неприємна особа; владна жінка, що любить бути в центрі уваги. Місіс Елтон заступається за Джейн Ферфакс і прагне принизити Гаррієт Сміт.
- Місіс Анна Вестон (англ. Mrs Anna Weston) — до шлюбу міс Тейлор, колишня гувернантка сім'ї Вудгауз, яка замінила Еммі матір.
- Містер Вестон (англ. Mr Weston) — вдівець, який одружився з міс Тейлор. Батько Френка. Як і дружина, сподівається на можливість шлюбу сина та Емми.
- Міс Бейтс (англ. Miss Bates) — стара діва, збідніла сусідка Емми і дочка місіс Бейтс, хорошої подруги містера Вудгауза; добродушна, всім задоволена, всім вдячна та страшно багатослівна. Безмірно любить свою племінницю Джейн Ферфакс.
- Містер Генрі Вудгауз (англ. Mr Henry Woodhouse) — батько Емми, ексцентричний вдівець. Завжди стурбований своїм та чужим здоров'ям. Вважає, що скрізь повно небезпек і турбується про дрібниці. Постійно оплакує «бідолаху Ізабеллу» і, особливо, «бідну міс Тейлор», без жодних підстав вважаючи, що у шлюбі вони нещасні.
- Ізабелла Найтлі (англ. Isabella Knightley) — сестра Емми, старша дочка містера Вудгауза, дружина Джона Найтлі. Більшість часу проводить вдома, піклуючись про своїх дітей.
- Джон Найтлі (англ. John Knightley) — чоловік Ізабелли та молодший брат Джорджа; йому тридцять один рік. Любить свою сім'ю і вважає покаранням обідати в гостях, воліючи проводити вечір у спокої вдома.

## Тематика

### Гендерний простір, права жінок
Літературознавці писали про використання Остін «гендерного простору» в «Еммі», зазначивши, що, до прикладу, Джейн Фейрфакс не могла піти до пошти під дощем, щоб забрати листи, не ставши об’єктом сільських пліток, у той час як містер Найтлі може проїхати весь шлях до Лондона, не привернувши жодної уваги. Джон Вілтшир, відомий автор, назвав світ, у якому живуть жінки Гайбері «в’язницею».
В «Еммі» Емма Вудгауз є прямим відображенням феміністської характеристики героїнь Джейн Остін. З точки зору романтичної незалежності, батько Емми, Генрі Вудгауз, відіграє важливу роль у початковому сприйнятті Еммою шлюбу, спонукаючи її використати свій вільний час, ставши міською «свахою», що залишає її самотньою та щасливою протягом більшої частини роману. Однією з головних причин, чому Емма може вести комфортний і незалежний спосіб життя, є її спадщина, передана батьком, яка дозволяє їй не залежати ні від кого, крім самої себе.

### Кохання
На відміну від інших героїнь Остін, Емма, здається, несприйнятлива до романтичного потягу, принаймні до визнання власних почуттів до містера Найтлі. На відміну від Маріанни Дешвуд, головної героїні «Чуття і чуттєвість», яку приваблює не той чоловік, перш ніж вона зупиняється на потрібному, Емма загалом не виявляє романтичного інтересу до чоловіків, з якими вона знайома, і навіть її флірт із Черчіллем виглядає спокійним. Вона щиро здивована, коли містер Елтон зізнається їй у коханні, а її захоплення Френком більше нагадує тугу за маленькою драмою в її житті, ніж тугу за коханням. На початку восьмого розділу Емма «не сумнівається, що закохана», але швидко стає зрозуміло, що їй ці почуття були непотрібними. Наприклад, вона проводила час, «придумуючи тисячу кумедних схем для завершення їхньої взаємної прихильності з Френком» й швидко втратила інтерес, дізнаючись про його вчинки та слова.

### Заможність та соціальний клас
Емма — заможна дівчина, особистий статок якої становить 30 000 фунтів стерлінгів. Цього їй буде достатньо для самостійного життя в тому ж вигляді, до якого вона звикла. Як вона сама зазначає, це дозволяє їй не відчувати фінансового тиску, щоб вступити в шлюб. Це різко контрастує з героїнями інших романів Остін, яким не вистачає достатніх ресурсів, щоб підтримувати спосіб життя, у якому їх виховували їхні родини. Це означає, що Емма має більшу свободу вибору, в деякому роді ближчу до тієї, яку мали заможні люди того часу.
Соціальний клас — важливий аспект роману. Наприклад, Емма не дуже добре ставилася до міс Бейтс і Джейн Фейрфакс, добре не знаючи кожну з них; була проти шлюбу Гаррієт і містера Мартіна, вважаючи його не достатньо заможнім для подруги.

### Виховання дітей
Більшу частину часу здається, що Емма виховує свого батька, беручи на себе роль і дочки, і матері. Вона відчуває повну відповідальність за благополуччя свого батька і тому зобов’язана залишитися з ним. Її батько егоїстичний, але м'який чоловік і не схвалює шлюб, вважаючи, що якщо Емма одружиться, він втратить свого основного опікуна. Містера Найтлі можна назвати уособленням справжнього батька, який не боїться виправити поведінку Емми і сказати їй те, що вона повинна почути. Містер Найтлі дорікає міс Вудгауз, коли дізнається про її сватання, а також пізніше, коли Емма поводить себе грубо з міс Бейтс. Проте не можна ігнорувати не найкращий розвиток Емми як особистості, спричинений байдужим стилем виховання містера Вудгауза.

## Схожість з «Гордість і упередження»
Існує багато паралелей між головними героями та сюжетами «Гордості і упередження» та «Емми»: в обох романах є горді центральні персонажі, відповідно, Дарсі та Емма; персонажі, що в майбутньому стануть партнерами головних героїв, що відзначаються критичною поведінкою (Елізабет і містер Найтлі); образ подруги, яка легко піддається впливу (Бінглі та Гаррієт), потенційний чоловік/дружина, який є неправильним вибором для центрального персонажа (Анна де Бург і Френк Черчілль). Літературознавці припускають, що Емма могла бути жіночим уособленням містера Дарсі із роману «Гордість і упередження». Такі «гендерні перевороти» були знайомі Остін через твори її улюблених авторів, наприклад Семюеля Річардсона, Генрі Філдінга і Вільяма Шекспіра.

## Галерея
Ілюстрації Ч. Е. Брока
- лондонське видання 1898

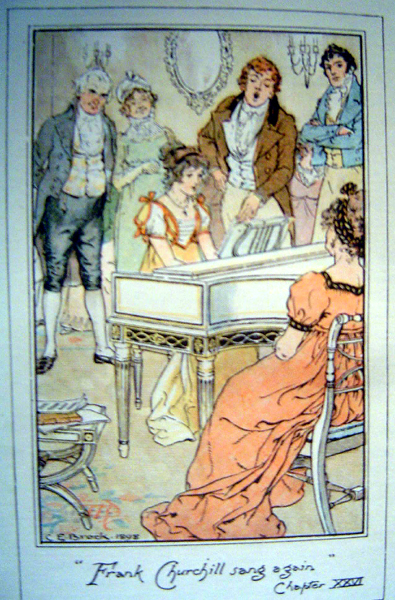
«Френк Черчіль співав знову» (кн. II, гл.8)

- видавництво «J. M. Dent&Co[en]» (Лондон), «E. P. Dutton&Co[en]» (Нью-Йорк), 1909

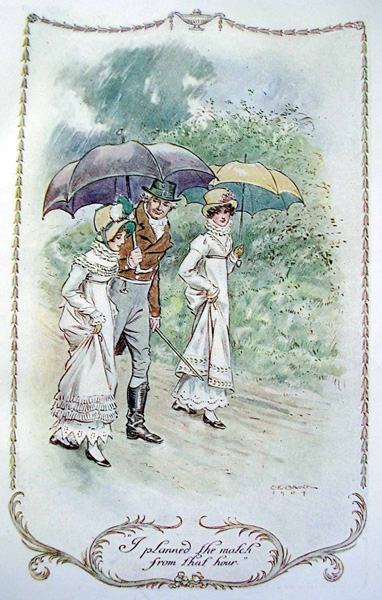
«З того самого моменту я замислила влаштувати цей шлюб» (кн.I, гл.1)
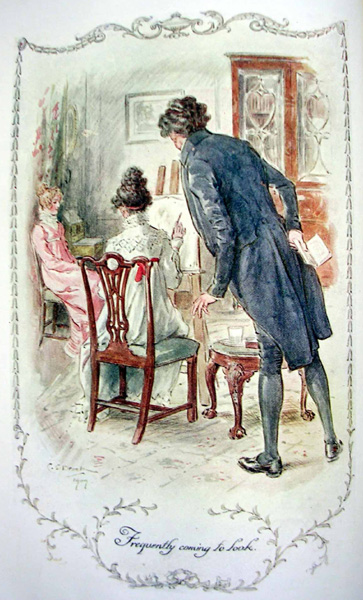
«Похвилинно підходив подивитись» (кн. I, гл.6)
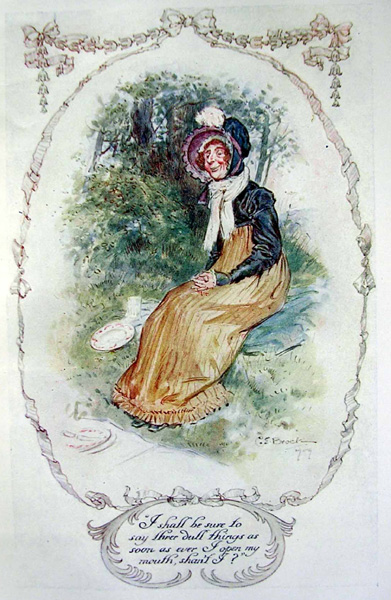
«Мені лиш варто рота відкрити…» (кн. III, гл.7)

## Український переклад
- Остін, Джейн (2013). Емма. пер. з англ.  В. Горбатко. Харків: Фоліо. с. 447. ISBN 9789660365476.
- Джейн Остін (2024). Емма. пер. з англ. А. Вовченко. Львів: Урбіно. с. 480. ISBN 9789662647938.

## Екранізації
- 1948: «Емма», Емма — Джуді Кемпбел.
- 1960: «Емма», Емма — Діана Фейрфакс.
- 1972: «Емма», Емма — Доран Годвін.
- 1995: «Дурноголові» (вільна сучасна адаптація), Емма (в фільмі Шер) — Алісія Сільверстоун.
- 1996: «Емма», Емма — Гвінет Пелтроу.
- 1996: «Емма», Емма — Кейт Бекінсейл.
- 2009: «Емма», Емма — Ромола Гарай.
- 2010: «Айша», Айша — Сонам Капур. Місце дії — Індія.
- 2020: «Емма», Емма — Аня Тейлор-Джой.